# Nasura
Le Nasura, en indonésien Sungai Nasura, est un petit torrent d'Indonésie qui coule dans les monts Maoke.

## Géographie
Le Nasura prend sa source à environ 4 000 mètres d'altitude sur la face Sud du Puncak Jaya, le point culminant de l'Indonésie et de l'Océanie. Il se dirige plein sud où il se jette dans la rivière Tsing à environ 1 200 mètres d'altitude après avoir traversé le village de Singa. La Tsing est un affluent du fleuve Otokwa qui se jette dans la mer d'Arafura au sud.